# Lori Nelson
Dixie Kay Nelson (Santa Fe, 15 de agosto de 1933-Los Ángeles, 23 de agosto de 2020), conocida profesionalmente como Lori Nelson, fue una actriz y modelo estadounidense mayormente activa en la década de 1950 y principios de la de 1960. Tuvo papeles en la serie de televisión How to Marry a Millionaire y en las películas Revenge of the Creature, All I Desire y I Died a Thousand Times.

## Primeros años de vida
Nacida como Dixie Kay Nelson en Santa Fe, Nuevo México, era hija del Sr. y la Sra. R. A. Nelson. Su padre era superintendente de la American Metal Mine Company en Terrerro, Nuevo México. Era la bisnieta de John J. Pershing. Comenzó su carrera a la edad de dos años, apareciendo en producciones teatrales locales. Cuando tenía cuatro años, su familia se mudó a Encino, California. A la edad de cinco años, ganó el título de «Pequeña Miss América». Durante su infancia, recorrió hospitales de veteranos entreteniendo a pacientes, actuó en producciones de pequeños teatros y modeló para fotógrafos.
A los siete años, contrajo fiebre reumática que la dejó postrada en cama durante cuatro años. Después de recuperarse, volvió a los concursos y ganó el título de Miss Encino a los 17 años. Después de graduarse de la escuela secundaria Canoga Park, Nelson trabajó como modelo.

## Carrera
En 1950, firmó un contrato de siete años con Universal-International después de que un cazatalentos del estudio la viera actuar en una pequeña producción teatral. Debutó en el cine en 1952 en wéstern Bend of the River. Más tarde ese año, apareció como «Rosie Kettle» en la película de comedia Ma and Pa Kettle at the Fair, seguida de un papel secundario en Francis Goes to West Point. En 1955, protagonizó dos episodios de It's a Great Life y repitió su papel de «Rosie Kettle» en Ma and Pa Kettle at Waikiki . Ese mismo año, coprotagonizó la secuela de Creature from the Black Lagoon, Revenge of the Creature y Underwater! con Jane Russell y Richard Egan.
Sus papeles secundarios en películas incluyeron la historia de ciencia ficción de bajo presupuesto Day the World Ended (1955), dirigida por Roger Corman, y una comedia wéstern de gran presupuesto de Paramount Pictures, Pardners, protagonizada por Martin y Lewis en una de sus últimas películas juntos. Tuvo un papel destacado en I Died a Thousand Times, una nueva versión de 1955 de High Sierra, así como en Destry de 1954, una nueva versión de Destry Rides Again.
Fue una de las protagonistas de la historia de aventuras del siglo XVIII Mohawk. Nelson tuvo un papel destacado en la película de carreras callejeras Hot Rod Girl, también protagonizada por Chuck Connors, y al año siguiente coprotagonizó junto a Mamie Van Doren en Untamed Youth como infractoras de la ley condenados a trabajar en una granja de «castigo».
En noviembre de 1957, coprotagonizó con Van Johnson la película para televisión The Pied Piper of Hamelin,: 20  que se emitió como un especial del Día de Acción de Gracias. También en 1957, fue elegida para uno de los tres papeles principales en la comedia de situación sindicada How to Marry a Millionaire. Basada en la película de 1953 del mismo nombre, interpretó a Greta Hanson, una inteligente estudiante de psicología que trabaja como acomodadora en un programa de televisión. La serie también fue protagonizada por Barbara Eden y Merry Anders. Nelson optó por dejar la serie después de la primera temporada y su personaje fue eliminado.
Después de dejar la serie, continuó con papeles como invitado en Wagon Train, Tales of Wells Fargo, The Tab Hunter Show, Bachelor Father y Armstrong Circle Theatre. Se tomó un descanso de diez años de la actuación en 1961 y regresó con un papel como invitada en Mis adorables sobrinos en 1971. Trabajó esporádicamente a partir de entonces. Hizo solo tres apariciones en pantalla en la década de 1990, incluido un papel en el lanzamiento directo a video Mom, Can I Keep Her? (1998). Su último papel fue en la película de terror de ciencia ficción de bajo presupuesto de 2005 The Naked Monster, en la que repitió su papel de Revenge of the Creature.

## Vida personal

### Relaciones
A principios de la década de 1950, Nelson salía públicamente en citas con el actor Tab Hunter. La relación fue pasto de los columnistas de chismes en ese momento, y se especuló que los dos se casarían. Hunter en realidad era gay, y mientras estaba saliendo con Nelson, estaba secretamente involucrado con el patinador artístico Ronald Robertson. En su autobiografía de 2005 Tab Hunter Confidential: The Making of a Movie Star, Hunter admitió que consideró casarse con Nelson, pero estaba luchando por aceptar su verdadera sexualidad. Nelson y Hunter finalmente dejaron de salir, pero siguieron siendo amigos. Más tarde, Hunter eligió a Nelson para dos papeles de estrella invitada en su comedia de situación The Tab Hunter Show.

### Matrimonios e hijos
El 10 de diciembre de 1960, Nelson se casó con el compositor Johnny Mann en Los Ángeles. La pareja tuvo dos hijas y luego se divorció en abril de 1973. En abril de 1983, Nelson se casó con el oficial de policía Joseph J. Reiner.

### Muerte
Nelson murió el 23 de agosto de 2020 en su casa en Porter Ranch, Los Ángeles. Tenía 87 años y en sus últimos años sufrió la enfermedad de Alzheimer.

## Filmografía
Fuentes:
| Año  | Título                       | Papel             | Notas                                                |
| ---- | ---------------------------- | ----------------- | ---------------------------------------------------- |
| 1952 | Bend of the River            | Marjie Baile      |                                                      |
| 1952 | Ma and Pa Kettle at the Fair | Rosie Kettle      |                                                      |
| 1952 | Francis Goes to West Point   | Barbara Atwood    |                                                      |
| 1953 | All I Desire                 | Lily Murdoch      |                                                      |
| 1953 | The All American             | Sharon Wallace    |                                                      |
| 1953 | Walking My Baby Back Home    | Claire Millard    |                                                      |
| 1953 | Tumbleweed                   | Laura             | Título alternativo: Three Were Renegades             |
| 1954 | Destry                       | Martha Phillips   |                                                      |
| 1954 | Underwater!                  | Gloria            | Título alternativo: The Big Rainbow                  |
| 1955 | Revenge of the Creature      | Helen Dobson      |                                                      |
| 1955 | Ma and Pa Kettle at Waikiki  | Rosie Kettle      |                                                      |
| 1955 | Sincerely Yours              | Sarah Cosgrove    |                                                      |
| 1955 | I Died a Thousand Times      | Velma             |                                                      |
| 1955 | Day the World Ended          | Louise Madison    |                                                      |
| 1956 | Mohawk                       | Cynthia Stanhope  |                                                      |
| 1956 | Pardners                     | Carol Kingsley    |                                                      |
| 1956 | Hot Rod Girl                 | Lisa Vernon       |                                                      |
| 1957 | Untamed Youth                | Jane Lowe         |                                                      |
| 1957 | Outlaw's Son                 | Lila Costain      | Títulos alternativos: Gambling Man, His Father's Son |
| 1991 | Black Gaucho                 |                   | Título alternativo: Gaúcho Negro                     |
| 1998 | Mom, Can I Keep Her?         | Stephanie         | Lanzamiento directo a video                          |
| 2005 | The Naked Monster            | Dra. Helen Dobson |                                                      |

| Año     | Título                     | Papel                               | Notas                                    |
| ------- | -------------------------- | ----------------------------------- | ---------------------------------------- |
| 1955    | It's a Great Life          | Vera Thompson                       | 2 episodios                              |
| 1955–56 | Climax!                    | Mary                                | 2 episodios                              |
| 1957    | The 20th Century Fox Hour  | Cathy Devlin                        | Episodio: «Threat to a Happy Ending»     |
| 1957    | El flautista de Hamelín    | Mara                                | Película de televisión                   |
| 1957–58 | How to Marry a Millionaire | Greta Hanson                        | 39 episodios                             |
| 1959    | Randall, el justiciero     | White Antelope alias Doris Albright | Episodio: «Bounty for a Bride»           |
| 1959    | The Texan                  | Elizabeth                           | Episodio: «The Man Hater»                |
| 1959    | Wagon Train                | Charity Steele                      | Episodio: «The Steele Family Story»      |
| 1959    | The Millionaire            | Lorraine Daggett                    | Episodio: «Millionaire Lorraine Daggett» |
| 1959    | General Electric Theater   | Sylvia                              | Episodio: «Night Club»                   |
| 1959    | Sugarfoot                  | Ellen Conway                        | Episodio: «The Gaucho»                   |
| 1959    | Tales of Wells Fargo       | Susan                               | Episodio: «Relay Station»                |
| 1960    | Lock-Up                    | Honey Evans                         | Episode: «The Seventh Hour»              |
| 1960–61 | The Tab Hunter Show        | Varios papeles                      | 2 episodios                              |
| 1961    | Dante                      | Cynthia Rogers                      | Episodio: «Dial D for Dante»             |
| 1961    | Laramie                    | Grace                               | Episodio: «Trigger Point»                |
| 1961    | Bachelor Father            | Spring Loring                       | Episodio: «Drop That Calorie»            |
| 1961    | Whispering Smith           | Srta. Venetia Molloy                | Episodio: «Double Edge»                  |
| 1961    | Armstrong Circle Theatre   | Sra. Median                         | 2 episodios                              |
| 1971    | Mis adorables sobrinos     | Dra. Joan Blanton                   | Episodio: «Goodbye, Mrs. Beasley»        |
| 1994    | Secret Sins of the Father  | Sra. Lieber                         | Oelícula de televisión                   |

### Obras citadas
- Hunter, Tab; Muller, Eddie (2005). Tab Hunter Confidential: The Making of a Movie Star. Algonquin Books. ISBN 1-56512-466-9.